# Сипягино (Крым)
Сипягино (до 1948 года Еникале; укр. Сіпягине, крымскотат. Yeñi Qale, Енъи Къале) — село, включённое в состав Керчи, сейчас — район в северной части городского округа Керчь (согласно административно-территориальному делению Украины — Керченского горсовета Автономной Республики Крым), расположенный на берегу Керченского пролива.
Получил название в честь Героя Советского Союза — Н. И. Сипягина.

## История
В начале XIX века крепость Еникале территориально находилась в Акмозской волости Феодосийского уезда, но, видимо, поселения при ней вначале не существовало, поскольку в Ведомости о числе селений, названиях оных, в них дворов… состоящих в Феодосийском уезде от 14 октября 1805 года не упоминается. Как гражданское поселение впервые, в исторических документах, встречается на военно-топографической карте генерал-майора Мухина 1817 года, где Еникале обозначен с 98 дворами и почтовой станцией. После образования в 1821 году Керчь-Еникальского градоначальства, селение, вместе с бывшей крепостью, включили в его состав и в статистических документах Таврической губернии Еникале практически не встречается. Шарль Монтандон в своём «Путеводителе путешественника по Крыму, украшенный картами, планами, видами и виньетами…» 1833 года так описал Еникале: 
…простенький на вид городок… Население, малочисленное и состоящее в большинстве своем из греков, торгует немного с Таганрогом и донскими казаками. Торгуют, главным образом, соленой рыбой и солью.
 На карте 1842 года обозначено, как упразднённая крепость Ени-Кале с 81 двором. На трёхверстовой карте Шуберта 1865—1876 года обозначена упразднённая крепость Ени-Кале со 102 дворами. На 1865 год в «городке» учтено 87 дворов, 299 жителей-греков, православная церковь, военный госпиталь, 10 рыбных заводов, приходское училище, водой население снабжалось из «обильных колодцев». В «Памятной книге Таврической губернии 1889 года» Ени-Кале не записано, хотя другие селения градоначальства учтены На верстовой карте Крыма 1896 года в селении обозначено 116 дворов с греческим населением.. Перепись 1897 года зафиксировала в городе Еникале 1438 жителей, из которых 1328 православных.
При Советской власти, по постановлению Крымревкома от 8 января 1921 года была упразднена волостная система и село включили в состав Керченского уезда, в октябре 1923 года преобразованного в Керченский район. Согласно Списку населённых пунктов Крымской АССР по Всесоюзной переписи 17 декабря 1926 года, в селе Еникале было центром, упразднённого к 1940 году, Еникальского сельсовета Керченского района, числилось 218 дворов, из них 3 крестьянских, население составляло 850 человека, из них 698 русских, 79 украинцев, 60 греков, 7 евреев, 6 записаны в графе «прочие», действовала русская школа I ступени (пятилетка). 1Постановлением ВЦИК «О реорганизации сети районов Крымской АССР» от 30 октября 1930 года (по другим сведениям 15 сентября 1931 года) Керченский район упразднили и село включили в состав Ленинского, а, с образованием в 1935 году Маяк-Салынского района (переименованного 14 декабря 1944 года в Приморский) — в состав нового района. На подробной карте РККА Керченского полуострова 1941 года в селении отмечено 84 двора
Указом Президиума Верховного Совета РСФСР от 18 мая 1948 года, Еникале переименовали в Сипягино. Ликвидировано в период с 1968 по 1977 год как село уже Керченского горсовета (по другим данным Еникале вошло в состав города в 1936 году).